# Rodovia Oswaldo Cruz

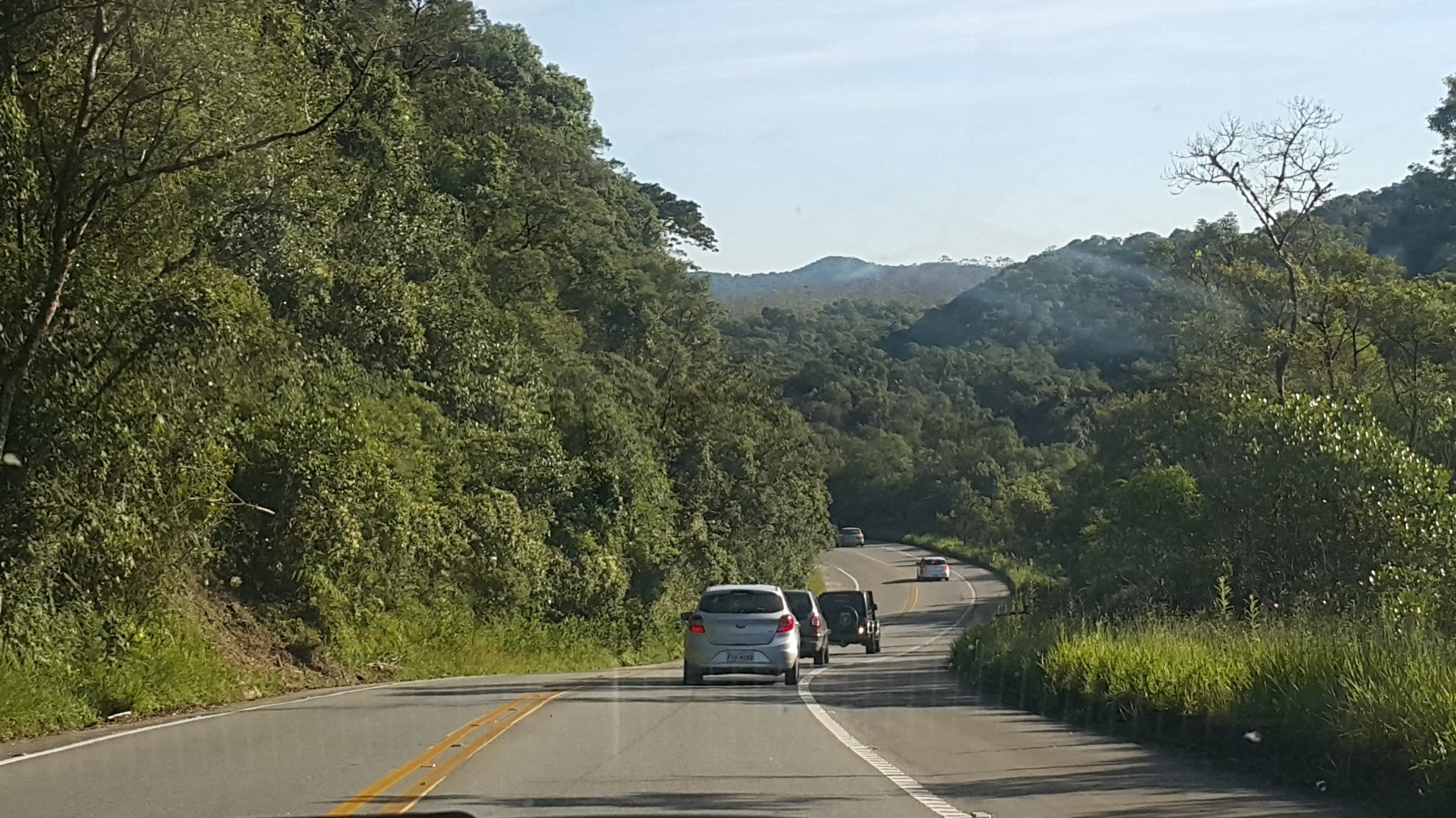
Rodovia Oswaldo Cruz em um trecho no Núcleo Santa Virgínia, Parque Estadual da Serra do Mar.

A Rodovia Oswaldo Cruz (SP-125) é uma rodovia transversal do estado de São Paulo. A via interliga as cidades entre Taubaté, no Vale do Paraíba, e Ubatuba, no litoral norte paulista. Seus noventa e um quilômetros estão sob concessão do Departamento de Estradas de Rodagem do Estado de São Paulo (DER-SP).
No tempo do Brasil Colonial serviu como parte de um desvio da antiga Estrada Real, atual Via SP-171. Até hoje serve também como caminho alternativo do Vale do Paraíba para Paraty.
A rodovia é considerada uma das alternativas à Rodovia dos Tamoios.

## História

### Brasil Colonial
A via foi construída, a partir de trilhas indígenas, para se ter um caminho, ainda no alto da serra, direto ao bairro do Registro, em Taubaté, local onde se registravam as mercadorias que saíam e chegavam ao porto de Paraty. Assim, os tropeiros não precisavam chegar ao porto, ir para Registro e voltar novamente ao porto. Então, este tal caminho era como um desvio no antigo Caminho do Ouro da Estrada Real, iniciava onde é hoje o km 20 da Via SP-171, em Guaratinguetá, passando pela Serra do Quebra Cangalha, seguindo o trajeto da atual da Via SP-153 até São Luiz do Paraitinga, que era o ultimo pouso antes da inclinada descida pelo caminho da Serra do Mar que, hoje, é o 2º trecho da Via SP-125.
O 1º trecho da Via SP-125 teve também sua importância histórica, pois ligava as cidades da região de Taubaté à São Luiz do Paraitinga, onde se encontrava o 2º trecho que descia a Serra do Mar até o planalto atlântico.

### Atualidade
Com o crescimento das cidades à invenção de máquinas automotoras, o Governo do Estado de São Paulo, planejara fazer melhorias na via. Então, em meados 1932 e 1933, o Departamento de Estradas de Rodagem do Estado de São Paulo inicia os projetos de melhorias, a via foi alargada e pavimentada com pedras pelos presidiários da Ilha Anchieta que estavam sob pena de detenção.
Em 1960, iniciou-se a implantação de um projeto mais moderno, com retificações no trecho de São Luiz à Ubatuba, permanecendo o antigo traçado. Entre 1963 e 1969, estas obras foram realizadas, sendo a pavimentação concluída em 1969.
No período de 1971 a 1979, foram executados diversos melhoramentos no seu trajeto. Em 19 de Abril de 1976, a Via SP-125 foi denominada oficialmente como Rodovia Oswaldo Cruz, em homenagem ao médico sanitarista Oswaldo Cruz, nascido em São Luiz do Paraitinga, cidade que está na rota da Via SP-125.
Hoje, a via tem utilização intensa por moradores de Taubaté e cidades da região que desejam alcançar as praias de Ubatuba.
No dia 2 de Janeiro de 2010, o aterro da cabeceira da ponte sobre o rio Paraitinga, no km 44, foi destruído devido a enchente do rio e a passagem pela ponte foi fechada pelo DER por motivo de segurança, isto causou a interdição  do trecho entre São Luiz e Ubatuba até o dia 6 de Janeiro, quando terminaram os reparaos na ponte. Durante este período, automóveis tiveram de desviar pela rodovia dos Tamoios. Ao decorrer dos dias chuvosos do mês de Janeiro de 2010, na região do Paraibuna e Paraitinga, várias quedas de barreiras atrapalharam o tráfego na Via SP-125, obras de recuperação e limpeza foram efetuadas e duraram algumas semanas. O estado atual da Rodovia Oswaldo Cruz já está normalizado.

## Denominação
A Via SP-125 passou a ser oficialmente, após a conclusão de suas obras de pavimentação, denominada:
 Rodovia Oswaldo Cruz
- Nome: Oswaldo Cruz
- Da: avenida Dom Pedro I, em Taubaté
- Até: avenida Professor Thomas Galhardo, em Ubatuba
- Extensão: 91 quilômetros
- Legislação: Lei 972-76
- Inauguração: 19 de Abril de 1976

## Características
A Via SP-125 passa pelas cidades paulistas de Taubaté, Redenção da Serra (longe do centro), São Luiz do Paraitinga, Natividade da Serra (longe do centro) e Ubatuba.
Tem início no km 111 da Via Dutra, no centro do município de Taubaté, segue pela zona rural, no sentido sul, para o litoral. Tem intersecções com duas rodovias federais, a Via Dutra, no km 0, e a Rio-Santos, no km 91, e com duas rodovias paulistas, a Gabriel Ortiz Monteiro (Via SP-121), no km 21, e a Nelson Ferreira Pinto (Via SP-153), no km 39.  Passa também por pontes sobre o rio Paraitinga, km 44, e sobre rio Paraibuna, no km 65. A via termina no km 48 da Rodovia Rio-Santos, no centro de Ubatuba.
A via tem traçado tipicamente serrano, conecta o Vale do Paraíba ao litoral norte paulista. Quase todo seu traçado passa pela zona rural, apenas os quilômetros iniciais (em Taubaté) e finais (em Ubatuba) passam por áreas urbanas, há também um pequeno trecho que passa (de forma periférica) dentro do perímetro urbano de São Luiz.

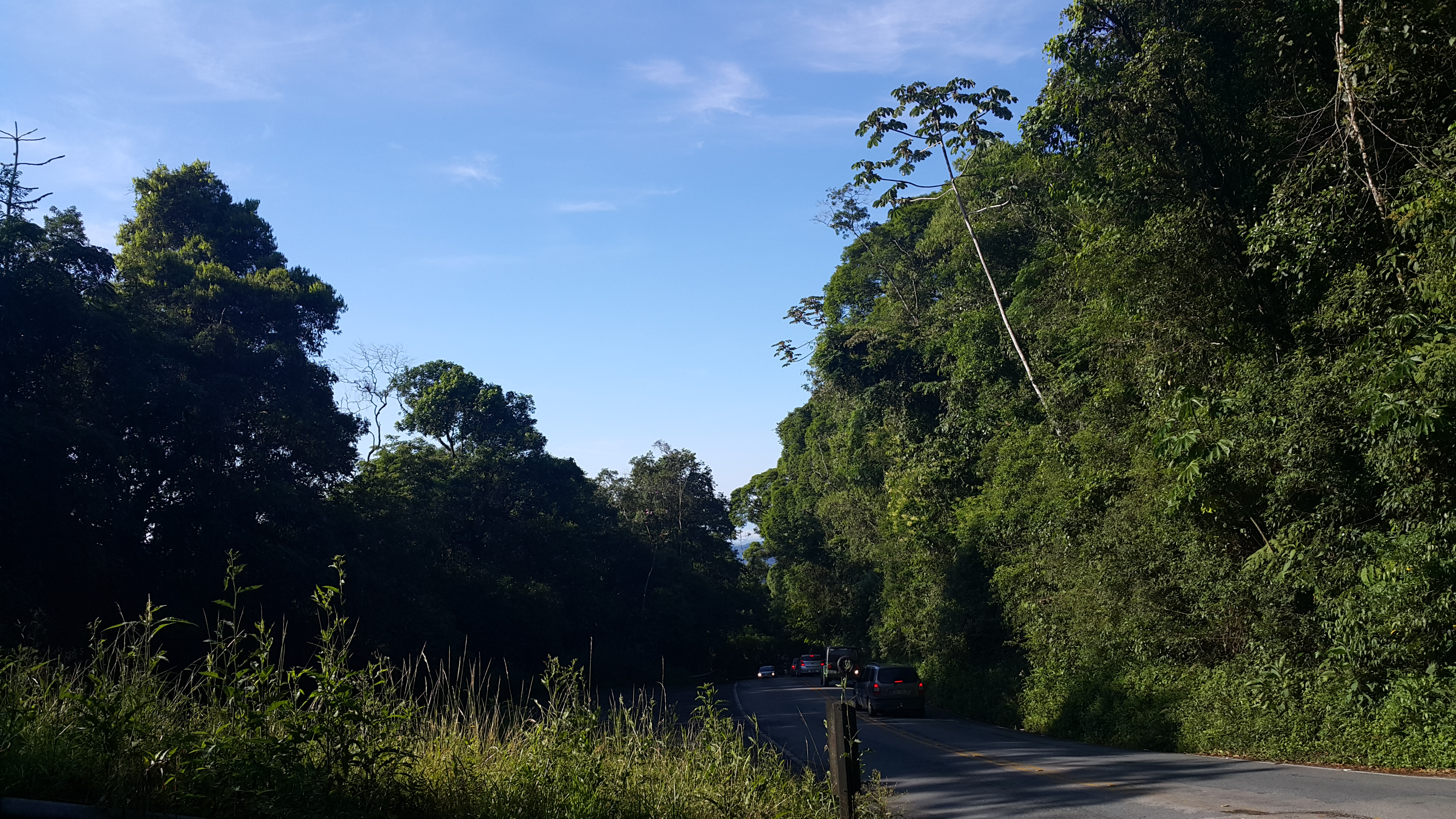
Mata Atlântica vista da rodovia, no trecho serrano dentro do Núcleo Picinguaba, Parque Estadual da Serra do Mar.

Do km 78 ao km 86, passa dentro dos limites do Parque Estadual da Serra do Mar (Núcleo Santa Virgínia), onde há uma reserva florestal do Estado de São Paulo. Este trecho é também o mais dificultoso de todo o trajeto completo, porque é mais inclinado, por causa do desnível da Serra do Mar, tem curvas muito acentuadas em declive e pode estar a qualquer hora do dia sob neblina intensa. Este trecho exige também uma boa condição dos veículos, pois requer bom estado dos freios, boa tração e aderência dos veículos, sendo proibido o trânsito de veiculos de carga e transporte coletivo de passageiros não autorizados pelo DER conforme portaria SUP/DER- 021-08/04/2014.
Sua extensão total é de 91 quilômetros, em pista única e não é pedagiada. O trajeto de Taubaté até São Luiz tem 39 quilômetros. De São Luiz até Ubatuba, são 52 quilômetros e este trajeto é o melhor da estrada até o alto da serra, porém a seguir é extremamente sinuoso e inclinado até a chegada, em Ubatuba.

## Concessão
A Via 153 está sob responsabilidade da 6ª Regional do Departamento de Estradas de Rodagem do Estado de São Paulo (DER-SP). A sede da 6ª Regional do DER encontra-se na cidade de Taubaté.

## Trajeto
| SP-125 TAUBATÉ – UBATUBA « OSWALDO CRUZ » | |      |           |
| Tipo                                      | Indicação | km   | Município |
| perímetro urabno                          | Perímetro urbano do município de Taubaté Avenida Dom Pedro I                                                              | 0    | Taubaté   |
| rotatória                                 | Acesso à Via Dutra | 0,1  | Taubaté   |
| saída                                     | Acesso à estrada da Baracéia                                                                                              | 3    | Taubaté   |
| saída                                     | Acesso à estrada das Caieiras                                                                                             | 14   | Taubaté   |
| rotatória                                 | Acesso à Natividade da Serra via Redenção da Serra Paraibuna                                                              | 21   | Taubaté   |
| área de serviço                           | Área de serviço Bica Do Curió                                                                                             | 22   | Taubaté   |
| rotatória · rotatória                     | Acesso à Lagoinha Guaratinguetá Cunha                                                                                     | 39   | São Luiz  |
| rotatória                                 | Acesso ao centro cívico de São Luiz do Paraitinga                                                                         | 42   | São Luiz  |
| ponte                                     | Ponte sobre o rio Paraitinga                                                                                              | 44   | São Luiz  |
| saída                                     | Acesso à estrada do Catuçaba                                                                                              | 46   | São Luiz  |
| ponte                                     | Ponte sobre o rio Paraibuna                                                                                               | 65   | São Luiz  |
| área de preservação                       | Início do trecho dentro do Parque Estadual da Serra do Mar Núcleo Santa Virgínia Reserva florestal do Estado de São Paulo | 78   | São Luiz  |
| pista muito declinada                     | Descida da Serra do Mar                                                                                                   | 78,1 | São Luiz  |
| pista contínua                            | Fim da descida da serra                                                                                                   | 84   | Ubatuba   |
| pista contínua · pista contínua           | Fim do trecho dentro do Parque Estadual da Serra do Mar (Núcleo Santa Virgínia) e da reserva florestal do Estado          | 85   | Ubatuba   |
| polícia rodoviária federal                | Posto da Polícia Rodoviária Federal                                                                                       | 88   | Ubatuba   |
| rotatória                                 | Acesso à Rio-Santos | 91   | Ubatuba   |
| perímetro urabno                          | Perímetro urbano do município de Ubatuba Avenida Professor Thomás Galhardo                                                | 91,1 | Ubatuba   |

Nota: Ainda há mais acessos e intersecções com estradas rurais, porém estão sem registro.